# Erythrolamprus jaegeri
Erythrolamprus jaegeri är en ormart som beskrevs av Günther 1858. Erythrolamprus jaegeri ingår i släktet Erythrolamprus och familjen snokar.
Denna orm förekommer i sydöstra Brasilien, östra Bolivia, Paraguay, Uruguay och nordöstra Argentina. Arten lever i låglandet och i bergstrakter upp till 1300 meter över havet. Erythrolamprus jaegeri vistas i gräsmarker och i buskskogar. Den hittas ofta vid vattenansamlingar som dammar och små floder. Arten simmar ofta. Honor lägger ägg.
För beståndet är inga hot kända. Hela populationen antas vara stor. IUCN kategoriserar arten globalt som livskraftig.

## Underarter
Arten delas in i följande underarter:
- E. j. coralliventris
- E. j. jaegeri